# Martos Balázs
Martos Balázs (Budapest, 1952. október 1. –) magyar villamosmérnök, számítógép-hálózati informatikai szakember, a magyarországi internet egyik „atyja”.
1977-ben szerzett diplomát a Budapesti Műszaki Egyetem Villamosmérnöki Karán, a Digitális Berendezések Ágazaton. Azóta foglalkozik számítástechnikával és elektronikus hálózatokkal. Az MTA SZTAKI-ban vezetője a többprocesszoros rendszereket kifejlesztő kutatócsoportnak. Főkonstruktőre volt a Telefongyárban gyártásba kerülő IBM 3705 kompatibilis berendezésnek, amely IBM nagyszámítógépek központi kommunikációs vezérlőegysége.
Az MTA SZTAKI számítóközpontjának vezetőjeként számos olyan fejlesztést irányított, ami elvezetett az első magyar országos akadémiai távközlési hálózat (a NIIF programhoz kapcsolódó HUNGARNET) létrejöttéhez. Projekt vezetője volt az oktatási és kutatási intézmények, továbbá közgyűjtemények közötti internetes gerinchálózatnak (HBONE, 1993), ezáltal megteremtve a magyarországi internet használatának lehetőségét. 2000-ig aktív fejlesztője volt a HBONE-nak, tagja a NIIF Műszaki Tanácsának és vezette a HBONE és a NIIF központi szolgáltatásainak üzemeltetését. Részt vett a TEN-34 páneurópai akadémiai számítógép-hálózat kiépítését előkészítő Eureka projektben (EuroCAIRN) is. A W3C konzorcium Tanácsadó Testülete tagjaként részt vett a WWW protokoll fejlesztésében és szabványosításában.
2000-et követően az MTA SZTAKI Hálózatbiztonsági Osztályának vezetőjeként internetbiztonsági kérdésekkel foglalkozott, ennek kapcsán létrehozta a magyarországi biztonsági incidensek elleni küzdelmet koordináló szervezetet a HunCERT-et (Hungarian Computer Emergency Response Team).
1990 óta úttörőként, aktívan vett részt a magyar internet létrehozásában, fejlesztésében. (1990 októberben jött létre az első állandó kapcsolatú összeköttetés az EARN/BITNET hálózaton a SZTAKI és a Linzi Egyetem között egy 9600 bps sebességű bérelt vonalon, és 1991. októberben szintén a SZTAKI-ban volt az első magyarországi IP kapcsolat, magyar IP címmel (192.84.225.1) és domain névvel (sztaki.hu).)
Az internet egyik alapjának tekinthető domain rendszer hazai delegálási rendszerének kialakításában és üzemeltetésében is kulcsszerepe volt, és 1990-től 2015-ös nyugdíjba vonulásáig legfőbb adminisztratív felelősként segített kialakítani, fenntartani a rendszer függetlenségét és stabilitását.
Kezdeményezésével valósult meg a hazai platform- és szolgáltatófüggetlen internetes kicserélő központ, a Budapest Internet Exchange (BIX) is. A magyarországi internetszolgáltatókat tömörítő Internetszolgáltatók Tanácsa Egyesület (ISZT) egyik alapítója és örökös tiszteletbeli elnöke. Kezdeményezésére az ISZT jelentős anyagi támogatást nyújtott a Magyar Elektronikus Könyvtár (MEK) és a Neumann János Számítógép-tudományi Társaság (NJSZT) szegedi Informatikatörténeti Kiállításának fejlesztéséhez.
Évek során számos szakmai szervezetnek volt tagja: az ISZT elnöke (1997-2015), a Hungarnet Egyesület elnökségének tagja, a Magyar Internet Társaság (az ISOC magyar tagszervezete) egyik igazgatója, az Internet Society (ISOC) Tanácsadó Testületének tagja, az Informatikai Érdekegyeztető Fórum (INFORUM) alelnöke, a Távközlési Mérnöki Minősítő Bizottság (TMMB) tagja, a Hírközlési és Informatikai Tudományos Egyesület (HTE) és az NJSZT tagja.
2016-ban az akadémiai közösség Hungarnet-díjjal ismerte el életpályáját, a közösség javára végzett tevékenységét. 